# 有明體育館

有明體育館（日語：有明アリーナ）是位於日本東京都江東區有明的綜合體育館。2020年夏季奧林匹克運動會排球比賽和2020年夏季帕拉林匹克運動會輪椅籃球比賽都在此舉行。

## 歷史
有明體育館是為了舉辦奧運和帕運在有明地區興建六座永久性體育場館的其中之一。2017年1月開工建設，2019年12月竣工。體育館的總經費約為350億日元（約3.2億美元），可容納12000名觀眾。

## 外部連結
- 有明アリーナ （页面存档备份，存于） （日語）
- (PDF). 東京都.   [2016-09-06]. （原始内容存档 (PDF)于2021-07-26）.
- . 東京都財務局.   [2019-12-24]. （原始内容存档于2021-06-27）.■工程の画像多数あり。